# Макс Прієто
Максіміліано Прієто Санчес (ісп. Maximiano Prieto Sanchez, 28 березня 1919, Гвадалахара — 30 травня 1998, Гвадалахара) — мексиканський футболіст, що грав на позиції півзахисника, зокрема, за клуб «Гвадалахара», а також національну збірну Мексики.

## Клубна кар'єра
У футболі дебютував 1943 року виступами за команду «Гвадалахара», в якій провів сім сезонів. 
Протягом 1950—1951 років захищав кольори команди «Оро».
Завершив професійну ігрову кар'єру у клубі «Атлас», за команду якого виступав протягом 1951—1952 років.

## Виступи за збірну
1947 року дебютував в офіційних матчах у складі національної збірної Мексики. Протягом кар'єри у національній команді провів у її формі 1 матч.
Був присутній в заявці збірної на чемпіонаті світу 1950 року у Бразилії, але на поле не виходив.
Помер 30 травня 1998 року на 80-му році життя у місті Гвадалахара.

## Титули і досягнення
- Переможець Чемпіонату НАФК: 1947, 1949